# جورج ستاديل
جورج ستاديل (بالإنجليزية: George Stadel)‏ مواليد 21 سبتمبر 1881 في سانت لويس - الوفاة 13 نوفمبر 1952 في كونيتيكت، الولايات المتحدة، كان لاعب كرة مضرب أمريكي. سبق أن شارك في دورة الألعاب الأولمبية الصيفية حيث نافس في فردي الرجال في الألعاب الأولمبية الصيفية 1904.

## روابط خارجية
- جورج ستاديل على موقع الاتحاد الدولي لكرة المضرب (الإنجليزية)
- جورج ستاديل على موقع أوليمبيديا (الإنجليزية)